# 甲酰乙酸
甲酰乙酸是一种有机化合物，化学式为C3H4O3。它可由苹果酸、高碘酸和N-溴代烟酰胺在乙酸汞催化下反应制得，或由α-当归内酯经高碘酸钠/四氧化锇氧化得到。
在一种铱的配合物的催化下，它可以和甲酸铵反应，生成甘氨酸。琥珀酸半醛脱氢酶（YNEI）可以使甲酰乙酸转化为丙二酸。